# Антроповская (Шенкурский район)
Антроповская — нежилая деревня в Шенкурском районе Архангельской области. Входит в состав муниципального образования «Шеговарское».

## География
Деревня расположена в южной части Архангельской области, в таёжной зоне, в пределах северной части Русской равнины, в 45 километрах на север от города Шенкурска, на правом берегу реки Вага.
Часовой пояс
Антроповская, как и вся Архангельская область, находится в часовой зоне МСК (московское время). Смещение применяемого времени относительно UTC составляет +3:00.

## Население
| 2002 | 2010 | 2012 |
| ---- | ---- | ---- |
| 0    | →0   | →0   |

## История
Указана в «Списке населённых мест по сведениям 1859 года» в составе Шенкурского уезда(2-го стана) Архангельской губернии под номером «2284» как «Антроповская». Насчитывала 9 дворов, 32 жителя мужского пола и 50 женского.
В «Списке населенных мест Архангельской губернии к 1905 году» деревня Антроповская(Маяга) насчитывает 14 дворов, 60 мужчин и 55 женщин. В административном отношении деревня входила в состав Шеговарского сельского общества Предтеченской волости.
В марте 1918 года деревня оказывается в составе Шеговарской волости, выделившейся из Предтеченской. На 1 мая 1922 года в поселении 21 двор, 39 мужчин и 66 женщин.